# Philothermus korschefskyi
Philothermus korschefskyi là một loài bọ cánh cứng trong họ Cerylonidae. Loài này được Delkeskamp miêu tả khoa học năm 1945.